# 育休プチMBA勉強会
育休プチMBA（いくきゅうプチエムビーエー）とは、育児休業を取得して産育休取得前と同じ企業・団体に復職する従業員（以下、育休者）を対象に、休業中のスキルアップおよびスムーズな復職を支援するための勉強会である。『育休をキャリアアップの準備期間に～社会に新しい働き方を～』を運営理念とし、国保祥子がプログラムを監修、運営は育休者がボランティアで行っている。2014年夏に少数で始まった勉強会が、東京都内にて毎月定期的に開催を重ね、また育休プチMBA（R）認定ファシリテーターが全国各地で開催している。より深く経営学を学べるプチMBAマスタープログラム等も含めると、2024年12月現在、延べ約20,000名が参加をしている。

## 特徴
勉強会は、ケースメソッド教育によるディスカッション形式(企業や組織の経営課題の実例を基に、ディスカッションを通じて問題解決のための思考トレーニングを行う教育法)で行われる。
赤ちゃん連れでも安心の環境で、子どもを持つことで労働時間や場所に制約を抱えることとなった人材（制約人材）が組織で活躍するために必要なマネジメント思考を学ぶ。
「マネジメント思考」とは、「組織のビジネス上の方向性や目標を理解し、それを達成するうえでの自分の役割をわかっていること」であり、「経営者目線」とも呼ばれる。このマネジメント思考を身に着けることで人材としての付加価値を向上し、制約に関わらず組織に必要とされる人になることを目指している。
また、勉強会のディスカッションを通じて「働く意欲のある」者同士が知り合うことで、復職後に支えあう同志、あるいは社外のロールモデルを見つける場ともなっている。

## 沿革
- 2014年7月 少人数の育休者が集い、ケースメソッドを用いて行ったマネジメントの勉強会を開始[6][7][8]
- 2015年3月 育休者を対象とした勉強会の成果について、研究報告会を開催[9]

- 2016年3月11日　「育休プチMBA勉強会」2015年度報告会を開催
- 2016年12月　栃木にて「育休プチMBA勉強会」開催　（東京以外で初開催）
- 2016年度　12月から2月（3回）　静岡県主催「育児休業中のポジティブアクション講座 ～育休プチMBA勉強会 in静岡」を開催
- 2017年度　11月から1月（4回）　静岡県主催「育児休業中のポジティブアクション講座 ～育休プチMBA勉強会 in静岡」を開催
- 2018年度　12月から2月（4回）　静岡県主催「育児休業中のポジティブアクション講座 ～育休プチMBA勉強会 in静岡」を開催
- 2018年度　育休プチMBA(R)認定ファシリテーターが誕生
- 大阪、宇都宮、名古屋、長野、バンコク（オンライン）、ジャカルタ（オンライン）、さいたま、岐阜、高知等で全国各地で開催。
- 2023年1月 「異次元の少子化対策」を打ち出した岸田文雄首相が国会答弁で、育休中のリスキリング（学び直し）を「後押しする」と述べたことについて、育休プチMBA代表の国保の取材記事掲載。[10]
- 2023年3月 育休プチMBA方式で復職前に思考トレーニングをすることの効果について、国保祥子の研究論文が国際ジャーナルに掲載。[11]
- 2024年6月 父の日スペシャルとして「男性育休あるある」を考えるをテーマに開催
- 2024年7月 活動10周年を迎え、運営理念を『“子どもを持ちながら働く”が当たり前になる社会の実現』から『育休をキャリアアップの準備期間に～社会に新しい働き方を～』と、時代の変化に合わせて変更